# 英剎那拿反坦克槍榴彈
英剎那拿反坦克槍榴彈是在1960年代由西班牙彈藥公司英剎那拿所研製兩種的22毫米反坦克槍榴彈型號。

## 概述
英剎那拿槍榴彈除了被西班牙军队所採用以外，葡萄牙軍隊還將其投放於其非洲殖民地上爆發的殖民地戰爭當中使用。
其中I式可以貫穿250毫米的装甲，而較輕便的II式只能貫穿150毫米的裝甲。
兩者都是通過安裝在步槍槍口以上的22毫米槍榴彈發射適配器，並且由專門用來發射槍榴彈空包彈的火藥燃氣推進以下發射出去。
而II式還進一步增強，彈頭捕捉器可捕捉5.56×45毫米北约口徑步枪子弹，被稱為FLV。

## 圖集

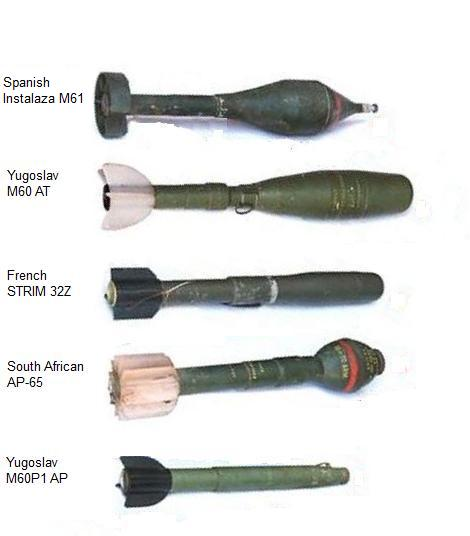
在安哥拉和納米比亞的南非邊境戰爭期間可遇上的英剎那拿和其他各款槍榴彈。
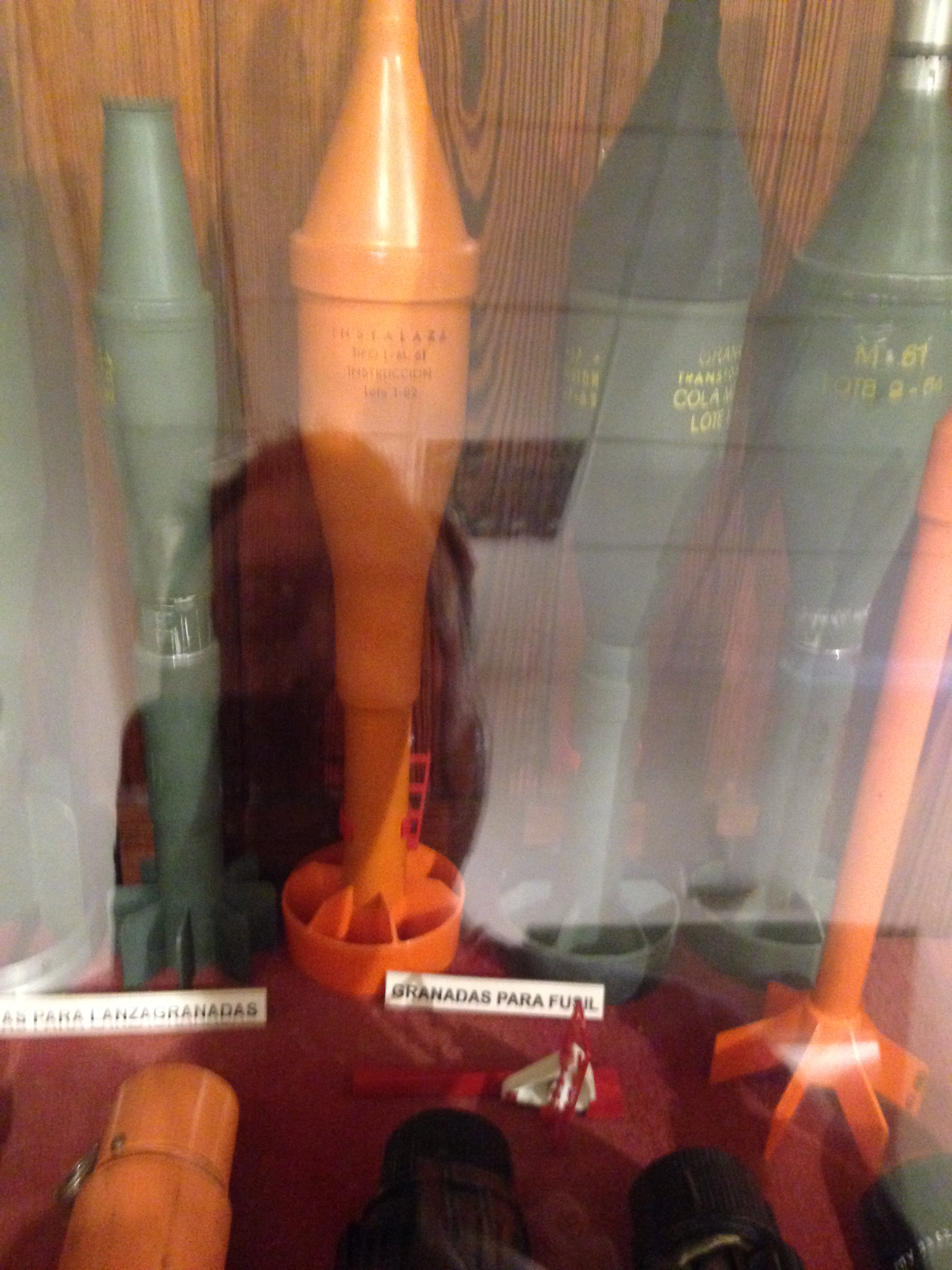
在瓦倫西亞軍事博物館展出的英剎那拿槍榴彈。

## 資料來源
1. 1 2 3  Archer, Denis H R (编). . . London: Macdonald and Jane's. 1976: 467. ISBN 978-0354005319.

## 外部連結
- （英文）—Article (in Spanish) with reference to the Instalaza rifle grenades （页面存档备份，存于）